# Саккони, Симон Фернандо
Симон Фернандо Саккони (итал. Simone Fernando Sacconi) — итальянский мастер смычковых инструментов, при создании инструментов использовавший модель Антонио Страдивари. Саккони вложил много сил в изучение инструментов Страдивари, посвятив скрипичному мастеру труд под названием «I „Segretti“ di Stradivari…» (1972). В Нью-Йорке, где жил с 1936 года реставрировал старые инструменты для фирм «Герман» и «Вулитцер». Часто приезжал в Италию и проводил консультации для Международной школы мастеров смычковых инструментов в Кремоне.
На инструментах Саккони, в большинстве своём покрытых лаком насыщенных оранжевого и жёлтого оттенков, играли Арриго Серато, Генрик Шеринг, Сальваторе Аккардо и др. Также Саккони считается одним из крупнейших реставраторов своего времени.
В 2012 году были найдены девять золотых и серебряных медалей Саккони, в том числе медаль за участие в Первой мировой войне и медаль от его учеников.